# Епархия Блуа

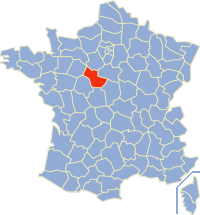
Карта епархии Блуа

Епархия Блуа (лат. Dioecesis Blesensis) — епархия Римско-Католической церкви с центром в городе Блуа, Франция. Епархия Блуа входит в митрополию Тура. Епархия распространяет свою юрисдикцию на департамент Луар и Шер. Кафедральным собором епархии Блуа является церковь святого Людовика.

## История
25 июня 1697 года Римский папа Иннокентий XII издал буллу In sacra beati, которой учредил епархию Блуа, выделив её из епархии Шартра.
29 ноября 1801 года после конкордата с Францией Римский папа Пий VII издал буллу Qui Christi Domini, которой упразднил епархию Блуа, передав её территорию епархии Орлеана.
6 октября 1822 года Римский папа Пий VII издал буллу Paternae charitatis, которой восстановил епархию Блуа.
9 октября 1966 года епархия Блуа вошла в митрополию Буржа.
8 декабря 2002 года епархия Блуа вошла в митрополию Тура.

## Ординарии епархии
- епископ Давид-Николя Бертье (1.07.1697 — 20.08.1719);
- епископ Жан Поль Франсуа Ле Февр де Комартен (4.03.1720 — 30.08.1733);
- епископ Франсуа де Крюссоль д'Юзес (17.11.1734 — 26.09.1753) — назначен архиепископом Тулузы;
- епископ Шарль-Жильбер де Ме де Термон (10.12.1753 — 22.07.1776);
- епископ Александр-Франсуа-Амеде-Адони-Луи-Жозеф де Лозьер де Темин (16.09.1776 — 29.11.1801);
  - Sede soppressa (1801—1822)
- епископ Филипп-Франсуа Созен (13.01.1823 — 5.03.1844);
- епископ Мари-Огюст Фабр-дез-Эссар (21.04.1844 — 20.10.1850);
- епископ Луи-Теофиль Паллюк дю Парк (15.12.1850 — 13.01.1877);
- епископ Шарль-Оноре Лаборд (9.06.1877 — 18.05.1907);
- епископ Альфред-Жюль Мелиссон (10.10.1907 — 9.02.1925);
- епископ Жорж-Мари-Эжен Одоллан (15.05.1925 — 9.11.1944);
- епископ Луи-Сильвен Робен (3.11.1945 — 28.11.1961);
- епископ Жозеф-Мари-Жорж-Мишель Гупи (28.11.1961 — 25.07.1990);
- епископ Жан Кюминаль (25.07.1990 — 18.04.1996);
- епископ Морис Ле Бег де Жермини (27.03.1997 — 22.11.2014);
- епископ Жан-Пьер Бату (22.11.2014 — по настоящее время).

## Источник
- Annuario Pontificio, Libreria Editrice Vaticana, Città del Vaticano, 2003, ISBN 88-209-7422-3
- Булла Qui Christi Domini, Bullarii romani continuatio, Tomo XI, Romae 1845, стр. 245—249  (лат.)
- Pius Bonifacius Gams, Series episcoporum Ecclesiae Catholicae, Leipzig 1931, стр. 518—519  (лат.)
- Konrad Eubel, Hierarchia Catholica Medii Aevi, vol. 5, p. 122; vol. 6, стр. 125
- Булла In sacra beati, Bullarum diplomatum et privilegiorum sanctorum Romanorum pontificum Taurinensis editio, Vol. XX, стр 99  (лат.)
- Булла Paternae charitatis, Bullarii romani continuatio, Tomo XV, Romae 1853, стр. 577—585  (лат.)